# Vena Sera
Vena Sera, det fjärde albumet av amerikanska rockgruppen Chevelle, släppt den 3 april, 2007.

## Låtar på albumet
1. "Antisaint"
2. "Brainiac"
3. "Saferwaters"
4. "Well Enough Alone"
5. "Straight Jacket Fashion"
6. "The Fad"
7. "Humanoid"
8. "Paint the Seconds"
9. "Midnight to Midnight"
10. "I Get It"
11. "Saturdays"